# Strookdiagram

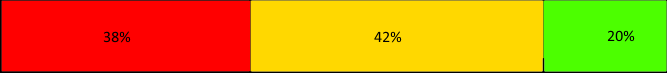

Een strookdiagram is een grafische weergave van een verdeling in de vorm van een strook die verdeeld is in delen overeenkomstig de weer te geven verdeling.
De volledige strook stelt 100% voor, meestal wordt met kleuren of arceringen de procentuele verdeling visueel gemaakt. 
Feitelijk is een strookdiagram een eendimensionaal staafdiagram, waarbij alle staven achter elkaar worden gezet. 